# 岐阜大学
岐阜大学（ぎふだいがく、英語: Gifu University）は、岐阜県岐阜市柳戸1番1に本部を置く日本の国立大学。1873年創立、1949年大学設置。
大学の略称は、公式には存在しないが、通称として岐大（ぎだい）が用いられる。名古屋大学とともに国立大学法人東海国立大学機構により運営されている。中部地方の連合農学研究科の基幹校である。また、かつては東日本の連合獣医学研究科の基幹校でもあった。

## 概観

### 大学全体
岐阜県唯一の国立大学で、5学部1学環8研究科1学院を擁する。
1873年（明治6年）に前身の師範研習学校が設立された岐阜師範学校を源流とする。新制大学が各地に発足した第二次世界大戦後の1949年（昭和24年）に岐阜大学が設立され、岐阜師範学校と岐阜青年師範学校を統合して学芸学部（現在の教育学部）に、岐阜農林専門学校が農学部になった。1952年（昭和27年）には岐阜県立大学工学部を統合して工学部に、1964年（昭和39年）には岐阜県立医科大学を併合して医学部を設けて、総合大学として学部を拡充した。

### 理念
「学び、究め、貢献する岐阜大学」

### 教育および研究
1990年に帯広畜産大学、岩手大学、東京農工大学及び岐阜大学が連携協力し設置する連合獣医学研究科が岐阜大学を基幹校として設置された。さらに1991年には信州大学，静岡大学，岐阜大学による連合農学研究科が岐阜大学を基幹校として設置された。2007年4月に生命科学・創薬に関する岐阜薬科大学との連合大学院（大学院連合創薬医療情報研究科）が設置された。また、2008年4月に新たな大学院として教職大学院（専門職大学院）が発足し、農学研究科が応用生物科学研究科に改組された。さらに2017年4月に工学研究科と応用生物科学研究科、医学系研究科再生医科学専攻を再編・整備し新たに自然科学技術研究科を設置した。2021年には、2019年に導入された「学部等連係課程制度」を用いた全国初の学部レベルの学部等連係課程である「社会システム経営学環」を設置した。2025年には、「研究科等連係課程制度」を用いた研究科等連係課程である大学院「社会システム経営学院」を設置した。

### 学風および特色
岐阜大学の学風は、過去の入学式における宣誓の意思表明の中で「良き伝統を持つ自由な学風である」と言及されている。
国際交流については2018年9月12日時点19か国47大学1機関と学術交流協定を締結しており、留学をサポートする日本語・日本文化教育センター（旧留学生センター）が設置されている。入学者の出身高等学校が所在する地域に基づくと、県外からの入学者が入学者全体の半数を上回っており、さらに岐阜県（約33%）よりも愛知県（約52%）の出身者が多い。なお、名古屋駅（名鉄名古屋駅）からはJR東海道本線が岐阜駅に、名鉄名古屋本線が名鉄岐阜駅に乗り入れており、愛知県から自宅通学する学生も多い。

## 沿革

### 略歴
岐阜大学は1949年（昭和24年）に設立された新制大学である。その起源は旧大垣藩庁を校舎として1873年（明治6年）に創立された師範研習学校（その後の岐阜師範学校）まで遡ることができるが、大学としての歴史は以下の2系統存在する。
岐阜大学の本流は、岐阜県内に存在した旧制の官立教育機関である岐阜師範学校と岐阜青年師範学校、岐阜農林専門学校を統合して、学芸学部と農学部からなる新制大学として発足したことに始まる。傍流としては、1949年に旧制岐阜県立医科大学と旧制岐阜工業専門学校を基礎に設立された新制の岐阜医工科大学（後に岐阜県立大学と改称）がある。1952年（昭和27年）に岐阜県立大学工学部を移管して工学部を設置し、1964年（昭和39年）には岐阜県立医科大学（岐阜県立大学医学部を改称）を併合して医学部を設置するに至った。岐阜大学ではそのルーツを師範研習学校の創立年である1873年としている一方で、創立年は1949年としている。日本で4番目に古いルーツをもつ大学として知られている。
キャンパスはそれぞれの前身校毎に分かれていたが、1980年代から現在の岐阜市柳戸へと順次統合され、2004年の医学部移転を以て完了した。なお、2020年に国立大学法人岐阜大学と国立大学法人名古屋大学が統合され、新たに国立大学法人東海国立大学機構が発足した結果、設置者が同機構に変更されている。

### 年表
- 1949年5月 国立学校設置法により岐阜大学設立。学芸学部と農学部を設置。
- 1951年4月 農業別科を設置。
- 1952年4月 岐阜県立大学工学部を統合し、同大学を母体に工学部を設置。
- 1959年4月 工業短期大学部、工学専攻科を設置。
- 1964年4月 岐阜県立医科大学を統合、同大学を母体に医学部を設置。
- 1966年4月 学芸学部を教育学部に改称。大学院農学研究科、教育専攻科を設置。
- 1967年4月 大学院工学研究科を設置。大学院医学研究科を設置。工学専攻科を廃止。
- 1990年4月 大学院連合獣医学研究科を設置。
- 1991年4月 大学院連合農学研究科を設置。特殊教育特別専攻科を設置。
- 1991年10月 医療技術短期大学部を設置。工学部に夜間主コースを開設。
- 1994年3月 工業短期大学部を廃止。
- 1995年4月 大学院教育学研究科を設置。
- 1995年10月 教育専攻科を廃止。
- 1996年10月 地域科学部を設置。
- 2000年10月 医学部に看護学科を設置。
- 2001年4月 大学院地域科学研究科を設置。
- 2003年3月 医療技術短期大学部を廃止。
- 2004年4月 国立大学法人法により国立大学法人岐阜大学設立、同法人の設置する国立大学となる。農学部を応用生物科学部に改組。
- 2005年4月 大学院医学研究科を大学院医学系研究科に改組し看護学専攻を設置。
- 2007年3月 工学部夜間主コース廃止。
- 2007年4月 大学院連合創薬医療情報研究科を設置。
- 2008年4月 教育学研究科教職大学院課程設置。農学研究科を応用生物科学研究科に改組。
- 2009年3月 農業別科の廃止。
- 2011年 教育学部生涯教育課程の募集停止。
- 2013年4月 岐阜大学応用生物科学部と鳥取大学農学部で、共同獣医学科の設置。
- 2017年4月　大学院工学研究科（博士前期課程）・応用生物科学研究科（修士課程）・医学系研究科再生医科学専攻（博士前期課程）を再編・整備し、自然科学技術研究科（修士課程）を設置[9]。
- 2019年4月　岐阜大学と鳥取大学で大学院共同獣医学研究科を設置。海外の大学と連携して教育課程を編成し共同で学位を授与するジョイント・ディグリー制度を利用し、4つの国際連携専攻（大学院自然科学技術研究科岐阜大学・インド工科大学グワハティ校国際連携食品科学技術専攻、大学院工学研究科岐阜大学・インド工科大学グワハティ校国際連携統合機械工学専攻、同研究科岐阜大学・マレーシア国民大学国際連携材料科学専攻、大学院連合農学研究科岐阜大学・インド工科大学グワハティ校国際連携食品科学技術専攻）を設置。
- 2020年4月1日 国立大学法人名古屋大学と国立大学法人岐阜大学を廃止し、国立大学法人東海国立大学機構を設立し、名古屋大学とともに同法人の設置する大学となる。教育学部特別支援学校教員養成課程を募集停止し、同学部学校教育教員養成課程特別支援教育講座を設置[10]。
- 2021年4月1日 社会システム経営学環を設置。教育学研究科心理発達支援専攻及び総合教科教育専攻を募集停止し、同研究科教育臨床心理学専攻及び教職実践開発専攻教科指導能力開発コースを設置[11]。
- 2023年11月1日 一般社団法人「高等教育ネットワーク岐阜」設立（国立大学法人東海国立大学機構（岐阜大学）、学校法人岐阜済美学院（中部学院大学）、岐阜市（岐阜市立女子短期大学）の三者で設立）[12]。
- 2025年4月1日 大学院社会システム経営学院を設置[13]。応用生物科学部応用生命科学課程及び生産環境科学課程を応用生命化学科、食農生命科学科及び生物圏環境学科に改組[14]。

## 基礎データ

### 所在地

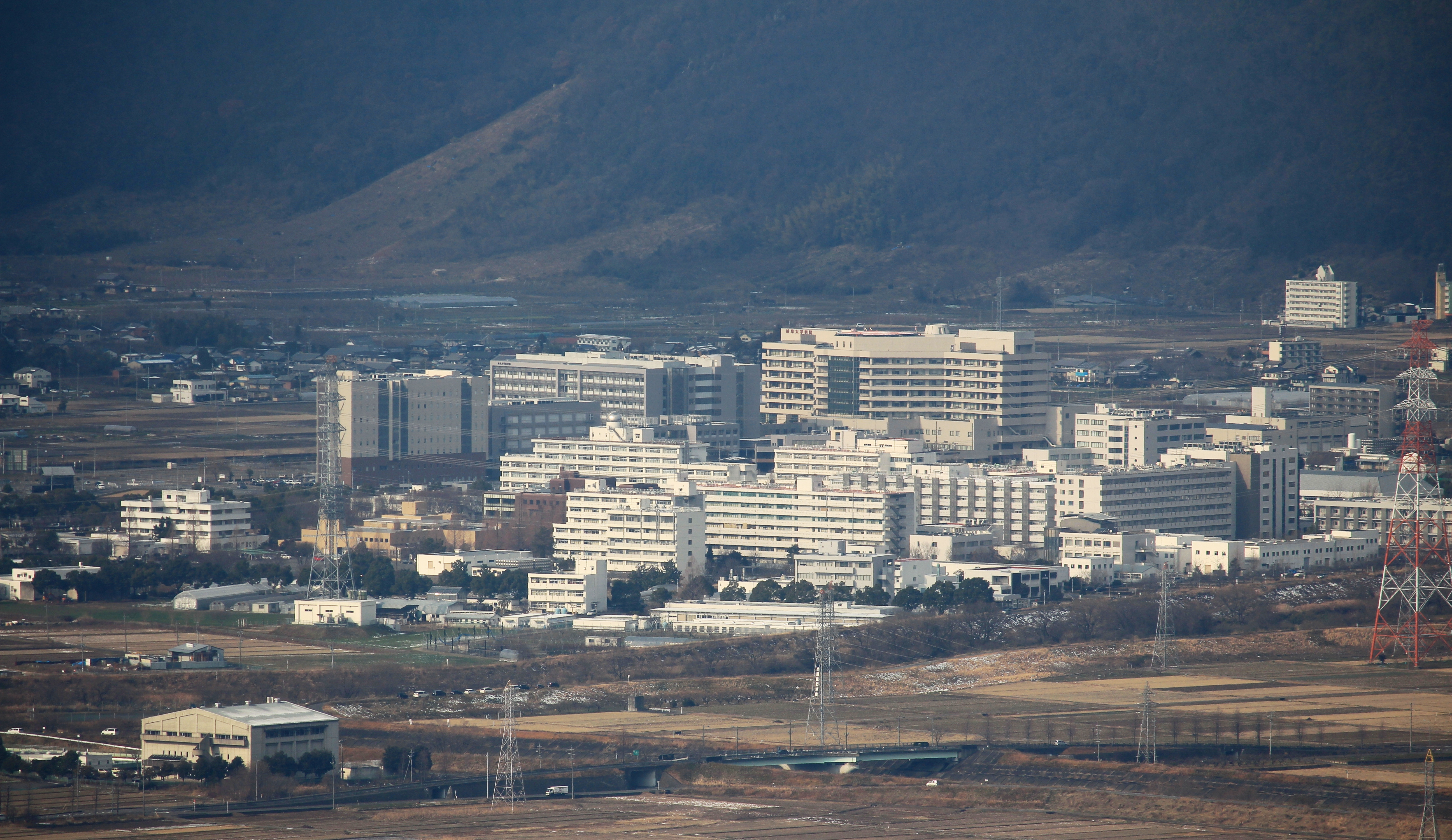
柳戸キャンパス

- 柳戸キャンパス（〒501-1193 岐阜県岐阜市柳戸1番1）

### 象徴

#### 校章
- 岐阜大学の学章は、黒とオレンジの単純化された二体を組み合わせたものである。「この組み合わせと形は、学問と人類の幸福、総ての存在と活動調和とバランス、感性の豊かさと品位、そして時代の速度と知性を表している。」と岐阜大学は公表している。
- 2009年4月に、公式の学章をモチーフとしたロゴマークを決定した。ロゴマークのデザインには、「岐阜の地での豊かな教育研究活動が、日本全体・そして世界へと発信されて行くこと、そして岐阜大学学生が自らの将来に矢のようにまっすぐ進むことを祈念してデザインされています。また、学章は、力強い弓と融合し、岐阜大学の頭文字「G」を形作っています。」（制作者：宮川ヒロミ）の意味が込められている。

#### 校歌
- 校歌はないが、岐阜高等農林学校の校歌である『我等多望の春にして』をもとにした愛唱歌（編曲：小見山知子）を制定しており、学位記授与式や入学式の際に斉唱している[15]。

## 教育および研究

### 組織

#### 学部

##### 教育学部[16]
岐阜師範学校・岐阜青年師範学校を継承した学部。大部分の学生が小・中・高の3種類の教員免許状を取得する。高等学校教諭（情報・工業）の免許状は技術教育講座で取得できる。認定心理士の資格は学校教育講座心理学コースで取得できる。

###### 学校教育教員養成課程
- 国語教育講座
- 社会科教育講座[注 1]
  - 史学専攻
  - 地理学専攻
  - 現代社会専攻
- 数学教育講座
- 理科教育講座[注 2]
- 音楽教育講座
- 美術教育講座
- 保健体育講座
- 技術教育講座
- 家政教育講座
- 英語教育講座
- 学校教育講座[注 3]
  - 心理学コース
  - 教職基礎コース
- 特別支援教育講座

- 特別支援学校教員養成課程
2019年度入学生を最後に募集停止。同学部学校教育教員養成課程特別支援教育講座に移管された。
- 生涯教育課程
2010年度入学生を最後に募集停止。1年次後期から生涯教育システム分野、心理発達研究分野、総合言語文化研究分野に分かれた。

##### 地域科学部

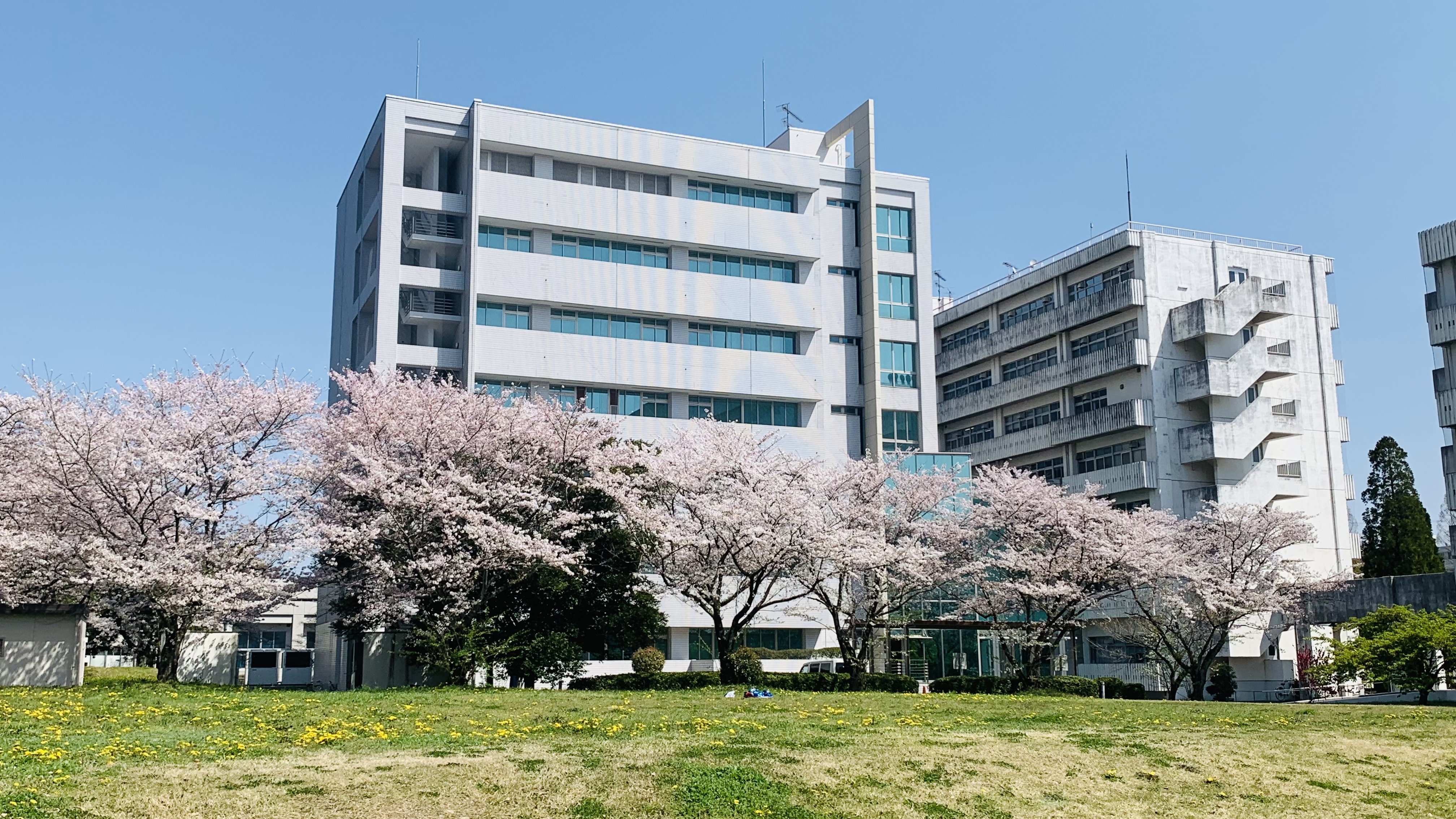
地域科学部校舎

所属学科は2年次後学期に決定される。社会調査士の資格取得が可能である。学科横断的なプログラムとして、1年間の海外留学プログラムなどを通じて地域と国際社会の双方で活躍できる人を育成する「国際教養プログラム」を設置している。

###### 地域政策学科
- コース[18]
  - 産業・まちづくりコース
  - 自治政策コース
  - 環境政策コース
- 講座[19]
地域政策、地域環境

###### 地域文化学科
- コース[18]
  - 生活・社会コース
  - 人間・文化コース
- 講座[19]
地域文化、地域構造

##### 医学部

###### 医学科
- 学科目[20]
生理学、生化学、人体構造学、神経構造機能学、病原体学、薬理・中毒学、病理学、循環器・呼吸器・腎尿路学、消化器・検査・血液腫瘍学・内分泌代謝学、脳神経学、成育学、生命倫理・法医学、臨床遺伝・臨床倫理、皮膚科学、免疫応答学、感覚器医学、運動器学、麻酔疼痛制御・救急災害、画像診断・放射線治療、精神医学、地域・産業保健学

###### 看護学科

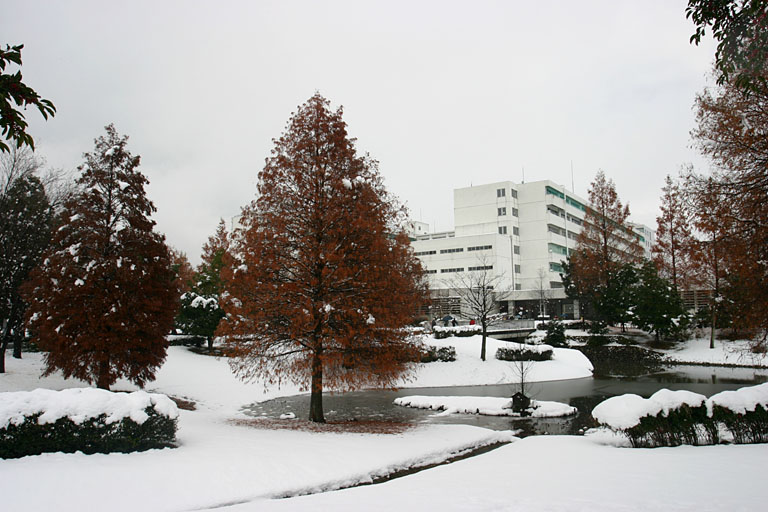
工学部

- 講座[20]
総合基礎科学、地域発達看護学、地域健康支援看護学

##### 工学部

###### 社会基盤工学科
- 防災コース
- 環境コース

###### 機械工学科
- 機械コース
- 知能機械コース

###### 化学・生命工学科
- 物質化学コース
- 生命化学コース

###### 電気電子・情報工学科
- 電気電子コース
- 情報コース
- 応用物理コース

###### 付属施設
- 附属インフラマネジメント技術研究センター（古い工法の橋・トンネル等の模型を見学できる「インフラミュージアム」併設[21]）
- 附属応用気象研究センター
- 附属プラズマ応用研究センター
- ものづくり技術教育支援センター
- 宇宙研究利用推進センター[22]

##### 応用生物科学部

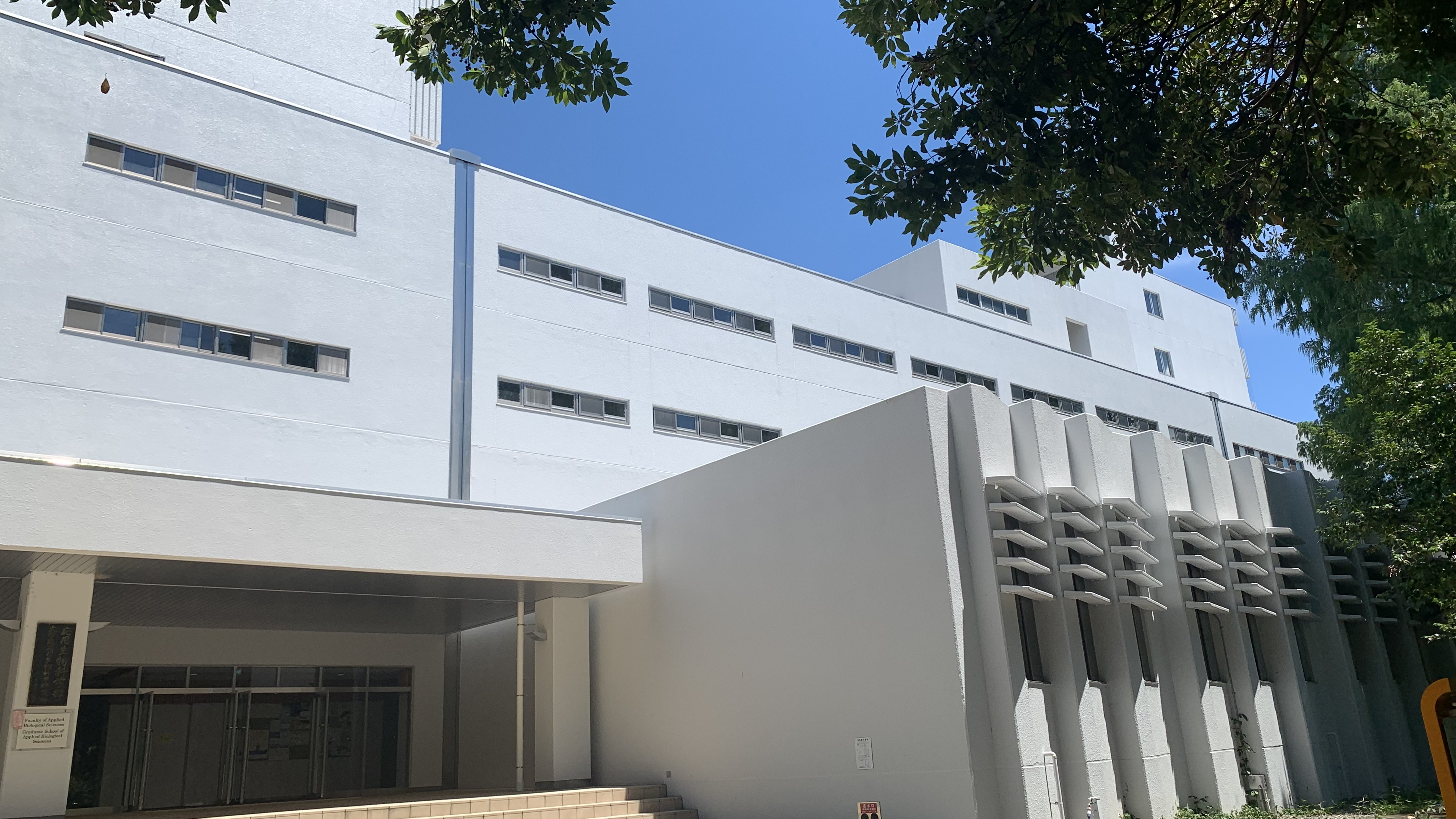
応用生物科学部

岐阜農林専門学校を継承した学部。日本でも数少ない獣医系学科を設置している。

###### 共同獣医学科（6年制）
正式名称は、岐阜大学応用生物科学部・鳥取大学農学部共同獣医学科。

###### 付属施設
- 附属岐阜フィールド科学教育研究センター

　　柳戸農場、美濃加茂農場、柳戸試験林、位山演習林の4つの研究圃場等を持つ。
- 附属動物病院
- 附属野生動物管理学研究センター
- 附属共同獣医学教育開発推進センター
- 附属家畜衛生地域連携教育研究センター

　　応用生物科学部と岐阜県環境生活部との協定書に基づき官学連携融合事業として共同運営されている。
以下、２課程は、令和６年度入学者を最後に学年進行とともにすべての在学生が卒業後廃止
- 応用生命科学課程
  - 分子生命科学コース
  - 食品生命科学コース

注：3年次にコースに分かれる。2024年度入学生をもって学年進行の３年次編入学を除き募集停止
- 生産環境科学課程
  - 応用植物科学コース
  - 応用動物科学コース
  - 環境生態科学コース

注：3年次にコースに分かれる。2024年度入学生をもって学年進行の３年次編入学を除き募集停止

#### 大学院

##### 教育学研究科

###### 教育実践開発専攻（教職大学院課程）
- 学校管理職養成コース
- 教育実践開発コース
- 教科指導能力開発コース

###### 教育臨床心理学専攻（修士課程）
- 2021年度入学生を最後に募集を停止した専攻
  - 心理発達支援専攻
    - 臨床心理学コース
    - 学校心理学コース
    - 特別支援教育コース

  - 総合教科教育専攻（2013年度設置）
    - 言語社会コース
    - サイエンスコース
    - 芸術身体表現コース
    - カリキュラム開発コース

##### 地域科学研究科（修士課程）

###### 地域政策専攻
- 教育研究領域：経済社会[注 4]、行政社会領域[注 5]、自然環境[注 6]

###### 地域文化専攻
- 教育研究領域：社会生活[注 7]、人間文化[注 8]

##### 医学系研究科

###### 医科学専攻（博士課程）
- 講座[23]：生命原理学、生命秩序学、生命関係学、内科学、外科学、脳神経科学、感覚運動医学、生体管理医学、生殖・発達医学

###### 看護学専攻（修士課程）
- 領域[23]：看護学教育、実践看護学

###### 医療者教育学専攻（修士課程）
- 領域[23]：医療者能力開発学、医療者教育プログラム開発学、医療系倫理・社会医学教育学、総合病態内科学、地域医療教育学、医師育成学

###### 寄付講座[23]
循環呼吸先端医学講座、地域腫瘍学講座、がん先端医療開発学講座、地域医療運動器医学講座、関節再建外科学先端医療講座、先端画像開発講座、低侵襲・がん集学的治療学講座、地域医療放射線医学講座、虐待に関する救急医学講座、感染症寄附講座、岐阜県ロコモ予防治療医学講座、臨床解剖開発学講座、先端ゲノム医療開発学講座

##### 自然科学技術研究科（修士課程）[20]

###### 生命科学・化学専攻
- 領域：化学・創薬（工学系）、分子生命科学（応用生物科学系）、食品生命科学（応用生物科学系）

###### 生物生産環境科学専攻（応用生物科学系）
- 領域：応用植物科学、応用動物科学、環境生態科学

###### 環境社会基盤工学専攻（工学系）
- 領域：環境、防災

###### 物質・ものづくり工学専攻（工学系）
- 領域：物質化学、設計生産

###### 知能理工学専攻（工学系）
- 領域：知能機械、知能情報学、応用数学物理

###### エネルギー工学専攻（工学系）
- 領域：エネルギー変換、電気エネルギー

- 岐阜大学・インド工科大学グワハティ校国際連携食品科学技術専攻（ジョイント・ディグリープログラム）
  - 領域：食品科学技術（応用生物科学系）

##### 共同獣医学研究科（博士課程）
岐阜大学と鳥取大学の共同設置。

###### 共同獣医学専攻
- 講座[20]：基礎獣医科学、病態・応用獣医学、臨床獣医科学

##### 連合農学研究科（博士課程）
岐阜大学に設置されており、静岡大学が参加している。下記のジョイントディグリープログラムのほか、フランス・リール大学生物・健康科学専攻、リトアニア・ヴィータウタス･マグヌス大学農学アカデミーとの間で共同指導学位プログラム（コチュテル形式のダブルディグリープログラム）を締結している。

###### 生物生産科学専攻
- 講座：植物生産管理学、動物生産利用学

###### 生物環境科学専攻
- 講座：環境整備学、生物環境管理学

###### 生物資源科学専攻
- 講座：生物資源利用学、スマートマテリアル科学、生物機能制御学

##### 連合創薬医療情報研究科[24]（博士課程）
岐阜大学に設置されており、岐阜大学大学院の医学系研究科、工学研究科などのほか、岐阜薬科大学大学院、独立行政法人産業技術総合研究所、アステラス製薬株式会社、独立行政法人理化学研究所により構成されている。

###### 創薬科学専攻
- 領域：生命分子科学、システム生命工学

###### 医療情報学専攻
- 領域：生命情報、生体制御

##### 社会システム経営学院（修士課程）
社会システム経営学院は、「研究科等連係課程制度」に基づいて設置された大学院相当の組織（修士課程）であり、修了時には「修士（経営学）」の学位が授与される。

#### 研究所等

##### 糖鎖生命コア研究所（東海国立大学機構）
岐阜大学の持つ糖鎖化学・イメージング技術と名古屋大学の糖鎖生物・糖鎖医学分野の研究者により構成される糖鎖研究拠点。共同利用拠点・共同研究拠点（糖鎖生命科学連携ネットワーク型拠点J-GlycoNet）の一つであり、ヒューマングライコームプロジェクト（Human Glycome Atlas Project, HGA）の推進を行っている。糖鎖化学の研究は応用生物科学部応用生命化学科の研究に端を発する。

#### 附属機関
- 図書館
  - 本館
  - 医学図書館
- 教育推進・学生支援機構[25]
  - アドミッション・センター
  - 基盤教育センター
    - イングリッシュ・センター

  - 教職課程支援センター
  - 学生支援センター
    - キャリア・就職支援センター
- 学術研究・産官学連携推進本部[26]
  - 研究プロジェクト企画・推進部門
  - 産学官連携推進部門
  - 地域連携人材育成部門
  - リスクマネジメント部門
  - 研究支援部門
- グローカル推進機構
  - 国際協働教育推進部門
  - 地域国際化推進部門
  - 留学推進部門
  - 国際企画部門
  - 日本語・日本文化教育センター
- 情報連携推進本部
- 地域連携推進本部
  - 地域協学センター
- 高等研究院[27]
  - 研究センター
    - 環境社会共生体研究センター[28]
      - 高山試験地[29]

    - 地域創生エネルギーシステム研究センター
    - 地域連携スマート金型技術研究センター
    - Guコンポジット研究センター
    - 先制食未来研究センター
    - Coデザイン研究センター
    - 微生物遺伝資源保存センター
    - 地域減災研究センター
    - 人工知能研究推進センター

  - 研究基盤支援センター
    - 科学研究基盤センター

  - 全学技術センター
  - 航空宇宙生産技術開発センター
- 糖鎖生命コア研究所（東海国立大学機構）
- 保健管理センター
- 学部等附属機関[23]
  - 教育学部
    - 岐阜大学教育学部附属小中学校
    - 附属特別支援教育センター
    - 附属学習協創開発研究センター

  - 医学部
    - 医学部附属病院
    - 医学教育開発研究センター（医学教育共同利用拠点）
      - テュトーリアル部門
      - バーチャルスキル部門

    - 附属地域医療医学センター
    - 附属量子医学イノベーションリサーチセンター

  - 工学部
    - 附属インフラマネジメント技術研究センター（古い工法の橋・トンネル等の模型を見学できる「インフラミュージアム」併設[21]）
    - 附属応用気象研究センター
    - 附属プラズマ応用研究センター
    - ものづくり技術教育支援センター
    - 附属宇宙研究利用推進センター[22]

  - 応用生物科学部
    - 附属岐阜フィールド科学教育研究センター
柳戸農場、美濃加茂農場、柳戸試験林、位山演習林の4つの研究圃場等を持つ。
    - 附属動物病院
    - 附属野生動物管理学研究センター
応用生物科学部と岐阜県環境生活部との協定書に基づき官学連携融合事業として共同運営されている。
    - 附属共同獣医学教育開発推進センター
    - 附属家畜衛生地域連携教育研究センター

  - 共同獣医学研究科
    - 附属獣医学教育研究開発推進センター

### 研究

#### 21世紀COEプログラム
- 採択2件
- 2002年

学際・複合・新領域系
野生動物の生態と病態からみた環境評価（連合獣医学研究科）
- 2004年

革新的な学術分野
衛星生態学創生拠点（流域圏科学研究センター）

#### 世界トップレベル国際研究拠点形成促進プログラム
- 2007年

物質-細胞統合システム拠点（ホスト機関：京都大学）
応用生物科学部（サテライト設置機関）
この拠点の唯一のサテライトとして、木曽真特任教授（元応用生命科学課程教授）が参加。糖鎖生命コア研究所。

#### 国立大学イノベーション創出環境強化事業
- 令和2年度採択

#### 地域中核大学イノベーション創出環境強化事業
- 令和4年度採択

#### オープンアクセス加速化事業
- 令和6年度採択（東海国立大学機構）

### 教育
- 特色ある大学教育支援プログラム（特色GP）
  - 平成15年度採択
    - 能動・思考促進型を柱とする全人的医学教育（医学部）

  - 平成16年度採択
    - 地域・大学共生型教師教育システム（教育学部）
- 現代的教育ニーズ取組支援プログラム（現代GP）
  - 平成16年度採択
    - 地域協学型の風土保全教育プログラム－ぎふ公民館大学－
    - 教師のための遠隔大学院カリキュラムの開発

  - 平成19年度採択
    - 臨床医学教育を強化向上させるICT－e-learningで培う医の心と技－
- 新たな社会的ニーズに対応した学生支援プログラム（学生支援GP）
  - 平成19年度採択
    - 生涯健康を目指した学生健康支援プログラム－生涯健康教育の推進と健康支援の充実－
- 大学院教育改革支援プログラム（大学院GP）
  - 平成20年度採択
    - グローバル化に向けた実践獣医学教育の推進
- 資質の高い教員養成推進プログラム（教員養成GP）
  - 平成18年度採択
    - 教育臨床実習重視の教師発達支援プログラム（教育学研究科）
- 地域再生人材創出拠点の形成プログラム
  - 平成18年度採択
    - 次世代金型人材育成拠点の形成

  - 平成20年度採択
    - 社会基盤メンテナンスエキスパート養成
- 戦略的環境リーダー育成拠点形成プログラム
  - 平成21年度採択
    - 岐阜大学流域水環境リーダー育成プログラム
- 女性研究者支援モデル育成プログラム
  - 平成22年度採択
    - 多様性活力発揮に向けての女性研究者支援プログラム
- イノベーション創出若手研究人材養成プログラム
  - 平成22年度採択
    - 産業牽引型イノベーション創出若手人材養成プログラム
- 戦略的大学連携支援事業
  - 平成20年度採択
    - 国際的視点に立つ創薬研究者養成のための実践的な教育研究システム（代表校：岐阜大学、連携校：岐阜薬科大学）

  - 平成21年度採択
  - ネットワーク大学コンソーシアム岐阜を基盤とした駅前サテライト型教育システムの構築（代表校:岐阜大学、連携校：16高等教育機関）
    - 獣医・動物医科学系教育コンソーシアムによる社会の安全・安心に貢献する人材の育成（代表校：鳥取大学、連携校：岐阜大学、京都産業大学）
- 理数系教員（コア・サイエンス・ティーチャー）養成拠点構築事業
  - 平成21年度採択
    - 教育委員会と大学理工系学部群が連携した自律的成長プログラムによるCSTの養成
- 地（知）の拠点整備事業（大学COC事業）
  - 平成25年度採択
    - ぎふ清流の国，地×知の拠点創成：地域にとけこむ大学
- 地（知）の拠点大学による地方創生推進事業（COC+）
  - 平成27年度採択
    - 岐阜でステップ×岐阜にプラス 地域志向産業リーダーの協働育成
- デジタルを活用した大学・高専教育高度化プラン
  - 令和３年度採択
    - デジタル教育コンテンツの統合利用とデータ解析に基づくデジタルユニバーシティ教育の実現（東海国立大学機構）
    - デジタルユニバーシティ構想実現に向けたサイバーフィジカル教育の推進（東海国立大学機構）

- 地域活性化人材育成事業～SPARC～
  - 令和4年度採択
    - ぎふ地域創発人材育成プログラム～地域活性化を目指した知的基盤の確立～
- 大学の世界展開力強化事業
  - 令和4年度採択
    - インド太平洋地域等との大学間交流形成支援
      - グローカルJDPプラットフォーム形成による北東インド・東海圏における実践力のある高度人材育成（相手大学：インド工科大学グワハティ校）
- 大学・高専機能強化支援事業
  - 第2回公募（令和６年度）採択
    - 支援２（高度情報専門人材の確保に向けた機能強化に係る支援）

## 学生生活
入学式および学位記授与式は、長良川国際会議場で行われる。例年、入学式は曜日にかかわらず4月7日、学位記授与式は3月25日に執り行われる。

### 大学祭
例年5月に春祭、11月に岐大祭（ぎだいさい）といった二つの大学祭が開催される。春祭は主にスポーツ大会で、模擬店やステージ企画などの本格的な大学祭は11月の岐大祭である。岐阜市内を練り歩く、みこし祭が定番の一つとなっている。また、この時に各学部学生自治会が同時並行で企画を催している。
岐大祭と同じ時期に、司祭（つかささい）という名称で医学部の学生が独自に大学祭を行っている。これは2004年まで医学部が存在した司町キャンパスにおいて開催されていた大学祭である司祭の名残である。

### 計算・通信環境
TACT (Tokai Academic Combination Tools)という東海国立大学機構として提供される教育学習支援システムで授業の資料などを配布する仕組みがある。学生、教員、職員は、Microsoft 365のシステムを利用したE-mailなども利用できる。

### アクセス
JR岐阜駅や近接する名鉄岐阜駅からキャンパスに行く場合は、基本は路線バス（岐阜バス運行）を利用することになる。JR岐阜駅、名鉄岐阜駅と岐阜大学、岐阜大学病院間を運航し、系統により経由地や所要時分が若干違ってくる。バスを利用して通学する学生も多い。
岐阜駅から岐阜大学へのバスルートは、以下のC系統（３系統）とN系統（１系統）の4系統に分かれる。

#### 岐阜大学・病院線（C70系統）

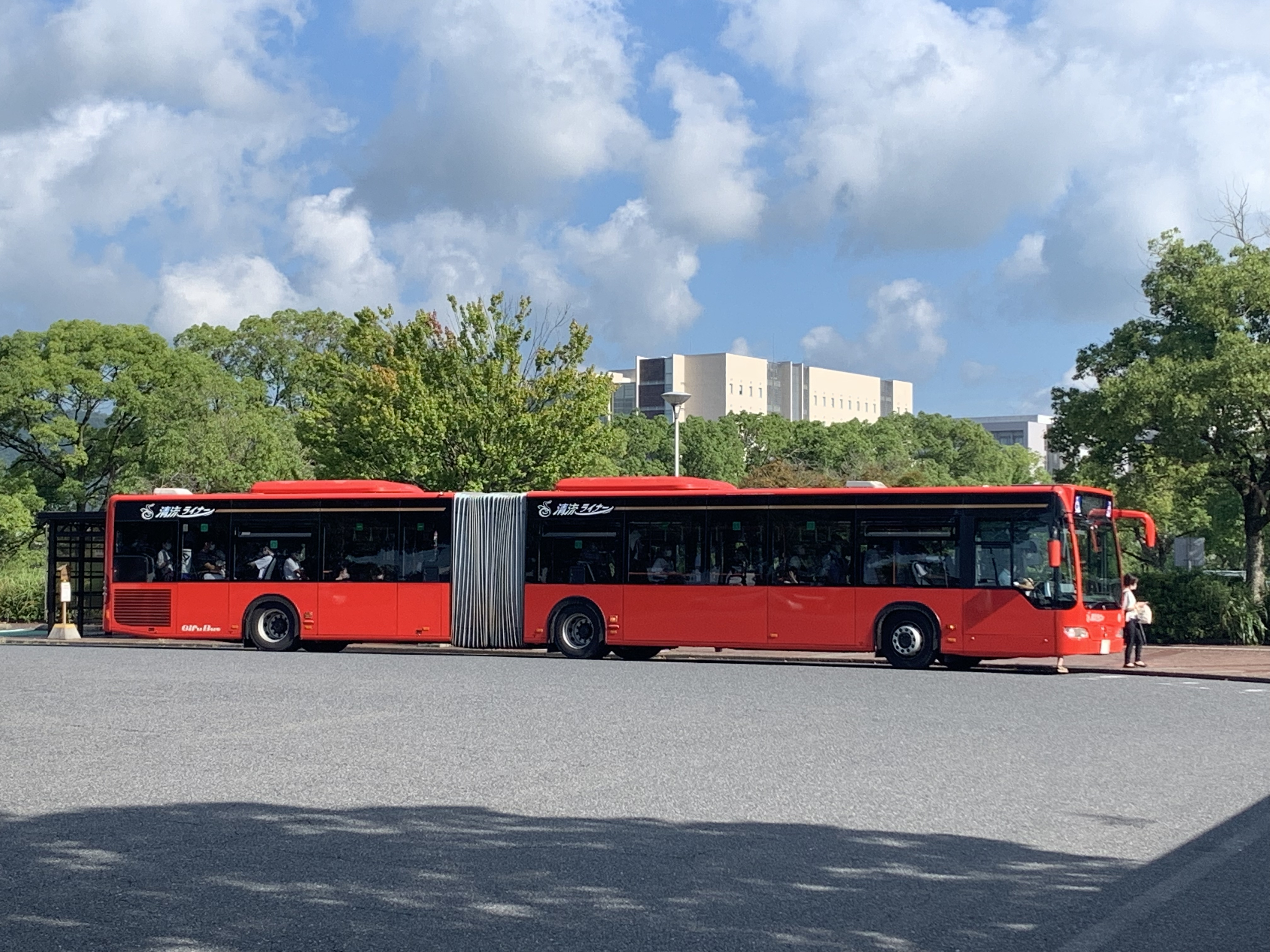
岐阜大学バス停に停車している清流ライナー

JR岐阜駅→名鉄岐阜駅→徹明町→（忠節橋経由）→岐阜大学→柳戸橋→岐阜大学病院　
通学ラッシュ時は毎時5～7本、他の時間帯は毎時3～4本運行。徹明町から左折し、千手堂を右折後、忠節橋。正木マーサ前を経由する。所要時間は時刻表で30-35分程度　途中バス停にはすべて停車する。

#### 清流ライナー（C71系統）
JR岐阜駅→（忠節橋経由）→岐阜大学→柳戸橋→岐阜大学病院
通学・帰宅時間帯を中心に運行。JR岐阜駅から左折し、橋本町交差点を右折後、忠節橋通りを経由する。快速便で途中停車バス停は西野町、北高前、正木マーサ前のみ（上りのみ則武にも停車）で、名鉄岐阜駅は経由しない。所要時間は25分程度。通常は連節バスで運行される。

#### 岐大ライナー（C72系統）
JR岐阜駅→（忠節橋経由）→岐阜大学病院→柳戸橋→岐阜大学
通学ピーク時間帯を中心に数本程度の運行。JR岐阜駅を起点とし、忠節橋経由して正木マーサ前のバス停手前で左折し、環状線経由で岐阜大学病院から柳戸橋、岐阜大学に到着する路線。快速便または直行便で、快速便の途中停車バス停は西野町、北高前のみ。所要時間は岐阜大学病院で下車なら30分、終点の岐阜大学で下車なら35分程度。他に岐阜大学で行われる入学試験（大学入学共通テスト、一般選抜）や学会など各種イベント時には臨時便（岐阜大学まで直行）が運行される。岐阜大学、柳戸橋、岐阜大学病院のバス停はキャンパス内にある。

#### 岐南町線（N45系統）
JR岐阜駅→名鉄岐阜駅→徹明町→（長良橋経由）→岐阜大学→柳戸橋→岐阜大学病院
毎時1～2本程度運行。徹明町から直進し、岐阜市役所、メディアコスモス、長良橋、さぎ山東を経由する。所要時間は時刻表で45分程度でC70系統より5分ほど時間がかかる。

#### 各施設の最寄りバス停
- 岐阜大学本部・大学会館・図書館・工学部・応用生物科学部・動物病院…岐阜大学バス停
- 医学部（医学科教育・福利棟・看護学科）…柳戸橋バス停
- 医学部（本館）・医学部附属病院…岐阜大学病院バス停
- 教育学部・地域科学部・社会システム経営学環・全学共通教育棟…岐阜大学バス停、柳戸橋バス停

2023年3月2日より、manacaなどの交通系ICカードが利用できる。独自のICカードであるayucaは移行期間を設けた上で廃止予定。

## 施設

### キャンパス
- 交通アクセス：JR岐阜駅・名鉄岐阜駅から岐阜バスで約35分。

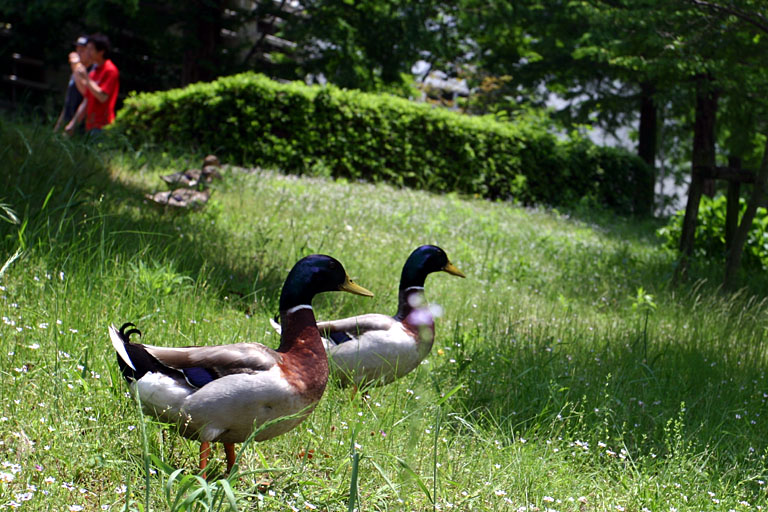
岐阜大学のカモ

かつては学部別にキャンパスが分散していたが、2004年には岐阜市中心部の司町に所在していた医学部および附属病院の柳戸キャンパスへの移転により、教育学部附属小学校・教育学部附属中学校および一部のセンターを除き、1か所に集約された。キャンパス内には川があり、サギやカワセミ、カモの姿を見ることができる。また、ネコやヌートリアなども時折見られる。

### 講堂
平成19年度より、小講堂を講堂に改称した。

### 大学会館
大学会館は3階建ての建物で、茶室、会議室、学生ラウンジ、学生用相談室などがある。また、一部サークルの部室もここに存在する。第5集会室では就職セミナーが開催されている。

### 寮
黒野寮（男子寮定員200名、女子寮定員75名）がある。柳戸キャンパス内の北農場と馬場の間にある。住所は岐阜市柳戸1-1である。このほか、留学生や外国人研究者用の居住施設として構内に国際交流会館がある。また、同じく留学生・外国人向けに、徒歩１分の学外に岐阜大学指定寮Ｕ･TOPIA LAND別館（〒501-1124　岐阜市古市場高田44-1）がある。

### 海外オフィス[31]
- 上海オフィス（ 中華人民共和国）
- ダッカ大学内オフィス（ バングラデシュ）
- スブラス・マレット大学内オフィス（ インドネシア）

### その他
- 岐阜大学旧早野邸セミナーハウス（岐阜県大垣市昼飯町1777）
  - 2013年4月に設置。1887年に建築された古民家を改装したもので、展示室がある。
- 岐阜薬科大学
  - 市立（岐阜市）の大学を国立大学法人の敷地内に日本で初めて設置した。
- 岐阜県中央家畜保健衛生所
  - 大学敷地内に都道府県の家畜保健衛生所を日本で初めて設置した。
- 岐阜県食品科学研究所
  - 大学敷地内に都道府県の食品科学研究所を日本で初めて設置した。
- 岐阜大学保育園ほほえみ
  - 事業所内認可保育施設。2017年4月より岐阜県ではじめて事業所内認可保育施設となり、地域枠が設けられており岐阜大学職員以外も利用可能となった。

## 対外関係

### 他大学との協定
- 学術交流協定（学生・教員の留学等）に関して、15カ国44大学と大学間協定が締結されている。また20の大学・研究機関との部局間協定も締結されている。

#### 大学間協定
- 放送大学学園（日本）[32]。
- 中華人民共和国
  - 浙江大学
  - 広西大学
  - 電子科技大学
  - 江南大学
  - 内蒙古農業大学
  - 吉林大学
  - 華僑大学
  - 同済大学
  - 内モンゴル大学
  - 西南交通大学
  - 内蒙古師範大学
- アメリカ合衆国
  - サンディエゴ州立大学
  - ノーザンケンタッキー大学
  - ユタ大学
  - ユタ州立大学
  - ウェストバージニア大学
  - ポートランド州立大学
- インドネシア
  - アンダラス大学
  - ランポン大学
  - ボゴール農科大学
  - ガジャ・マダ大学
  - スブラス・マレット大学
- タイ王国
  - カセサート大学
  - チエンマイ大学
  - モンクット王工科大学トンブリー校
  - タイ教育省基礎教育委員会
- 韓国
  - ソウル科学技術大学校
  - 木浦大学校
  - 高麗大学校
- カナダ
  - マギル大学
  - アルバータ大学
  - レイクヘッド大学
- オーストラリア
  - グリフィス大学
  - シドニー工科大学
- バングラデシュ
  - バングラデシュ農業大学
  - ダッカ大学
- ドイツ
  - エアフルト大学
  - バイロイト大学
- リトアニア
  - カウナス工科大学
  - ヴィータウタス・マグヌス大学
- その他
  - マレーシア国民大学（ マレーシア）
  - マリアノ・マルコス州立大学（ フィリピン）
  - ハノイ工科大学（ ベトナム）
  - インド工科大学グワハティ校（ インド）
  - パリ第11大学（ フランス）
  - ルンド大学（ スウェーデン）
  - パンノン大学（ ハンガリー）
  - ベンハー大学（ エジプト）
  - カンピーナス大学（ ブラジル）

#### 部局間協定
- 工学部
  -  韓国
    - 全南大学校 工学部
    - 柳韓大学校 工学系列
    - 忠南大学校 工学部
    - 慶北大学校 工学部

  -  インドネシア
    - ベングル大学 数学自然科学部
    - ブラヴィジャヤ大学 数学自然科学部
    - ブンハッタ大学
    - パダン州立大学 数学自然科学部
    - インドネシア・イスラム大学 土木工学・計画学部、数学・自然科学部

  -  ミャンマー
    - マンダレー大学 自然科学部
    - ヤダナボン大学 自然科学部
    - メティラ大学 自然科学部
    - ダゴン大学 自然科学部

  -  ドイツ
    - ドルトムント工科大学 機械工学部
    - バーデン・ヴュルテンベルク州立太陽エネルギー・水素研究センター

  - その他
    - サー・パラシュラムブ・カレッジ（ インド）
    - マドリード・カルロス3世大学（ スペイン）
    - デダンキマティ工科大学 工学部（ ケニア）
    - アメリカ国立衛生研究所 国立心肺血液研究所（ アメリカ合衆国）
    - チュラーロンコーン大学 理学部（ タイ）
    - ニューサウスウェールズ大学（ オーストラリア）
    - 東ティモール国立大学 工学部（ 東ティモール）
    - 南京師範大学 エネルギー機械工学院（ 中国）
- 応用生物科学部
  -  タイ
    - チュラーロンコーン大学 理学部
    - コンケン大学 農学部
    - コンケン大学 学部間共同開発研究所

  - その他
    - 国立獣医科学検疫院（ 韓国）
    - モンゴル国立大学 地理地質学部（ モンゴル）
    - ハメ応用科学大学バイオエコノミーユニット（ フィンランド）
    - ガーナ大学基礎応用科学部（ ガーナ）
    - ラジシャヒ大学 農学部（ バングラデシュ）
    - 南太平洋大学 自然科学・工学・環境学群（ フィジー）
    - フエ農林大学（ ベトナム）
- 医学部
  - ハワイ大学 医学部（ アメリカ合衆国）
  - 浙江大学 医学院（ 中国）
  - コンケン大学 医学部（ タイ）
  - 忠北大学校 医学部（ 韓国）
- 地域科学部
  - アーカンソー大学フォートスミス校（ アメリカ合衆国）
  - リール第3大学（ フランス）
- 教育学部
  - シーナカリンウィロート大学 教育学部（ タイ）
  - カールスルーエ教育大学（ ドイツ）
  - 山西師範大学（ 中国）
- インフラマネジメント技術研究センター
  -  中国
    - 中国科学院水利部水土保持研究所
    - 中国水利水電科学研究院岩土工程研究所
- 流域圏科学研究センター
  - UiTノルウェー北極大学 生物・水産・経済学部（ ノルウェー）
- 複合材料研究センター
  - EMC2クラスター・IRTジュール・ヴェルヌ（ フランス）
- 連合農学研究科
  - アッサム大学 生命科学部（ インド）
  - チュラーロンコーン大学 理学部（ タイ）
  - チュイロイ大学（ ベトナム）
  - バンドン工科大学 生命科学工学部（ インドネシア）
  - ラオス国立大学 林学部（ ラオス）
- 連合獣医学研究科
  - ガーナ大学 基礎応用科学部（ ガーナ）
- 工学部・流域圏科学研究センター
  - クラクフ工業大学 環境工学部（ ポーランド）
- 医学部・保健管理センター
  - 南フロリダ大学 医学学群（ アメリカ合衆国）
- 連合創薬医療情報研究科
  - カフル・エル・シェイク大学 獣医学部（ エジプト}）

## Wiki関係他プロジェクトリンク
- ウィキブックス (Wikibooks)
  - 岐阜大対策